# Mjöbäcks landskommun
Mjöbäcks landskommun var en tidigare kommun i dåvarande Älvsborgs län.

## Administrativ historik
Landskommunen inrättades i Mjöbäcks socken i Kinds härad i Västergötland när 1862 års kommunalförordningar trädde i kraft.
Vid kommunreformen 1952 uppgick kommunen i Högvads landskommun som upplöstes 1971 då denna del uppgick i Svenljunga kommun.

## Politik

### Mandatfördelning i Mjöbäcks landskommun 1938-1946
| 3 | 5 | 6 | 6 |

| 18 |

| 5 | 4 | 4 | 7 |

| 20 |

| 4 | 1 | 3 | 8 | 4 |

| 19 |